# Aurora (Utah)
Pour les articles homonymes, voir Aurora.
Aurora est une municipalité américaine située dans le comté de Sevier en Utah.
Lors du recensement de 2010, sa population est de 1 016 habitants. La municipalité s'étend alors sur une superficie de 1,04 mille carré (2,69 km2).
La localité est fondée en 1875 par des colons originaires de Provo. D'abord appelée Willow Bend, elle est renommée Aurora en 1897 par Numan Van Louvan, receveur des postes local.